# Dimethyl sulfoxide
Dimethyl sulfoxide (DMSO) là một hợp chất hữu cơ lưu huỳnh với công thức (CH3)2SO. Chất lỏng không màu này là một dung môi không cung cấp proton phân cực hòa tan cả các hợp chất phân cực lẫn không phân cực và có thể trộn lẫn trong một loạt các dung môi hữu cơ cũng như nước. Nó thâm nhập vào da rất dễ dàng, cho đặc tính bất thường khiến nhiều người sau khi tiếp xúc với da và gây ra một hương vị như tỏi trong miệng.

## Tổng hợp và sản xuất
Hợp chất này do nhà khoa học Nga Alexander Zaytsev tổng hợp lần đầu vào năm 1866, ông đã báo cáo khám phá của mình vào năm 1867. Dimethyl sunfoxide là một phụ phẩm của quy trình kraft và được sản xuất công nghiệp bởi việc oxy hóa dimethyl sulfide với oxy hoặc nitơ dioxide.
2(CH3)2S + O2 → 2(CH3)2SO
4(CH3)2S + NO2 →4(CH3)2SO + N2

## Ứng dụng

### Điều trị thay thế
DMSO được coi như là một phương thuốc điều trị thay thế. Sự phổ biến của nó được bắt nguồn từ phim tài liệu "60 phút". Mặc dù vậy, DMSO được FDA Hoa Kỳ liệt vào danh sách thuốc giả chống ung thư, FDA đã và đang vật lộn với sự phân phối của loại thuốc này.

### Nguy cơ nổ
Có phản ứng với acyl chloride gây nổ và sản phẩm phụ.